# James Mercer
James Mercer (født 26. december, 1970 i Honolulu, Hawaii) er en amerikansk musiker og guitarist. Han er bedst kendt som forsangeren i det amerikanske indie rock/pop band The Shins. James Mercer var med til at skabe The Shins tilbage i 1996, og er netop nu aktuel med The Shins nye album The Port Of Morrow. Han har også medvirket i Broken Bells, som er et band bestående af ham selv og Danger Mouse (kendt fra Gnarls Barkley).